# Reeta Kolkkala

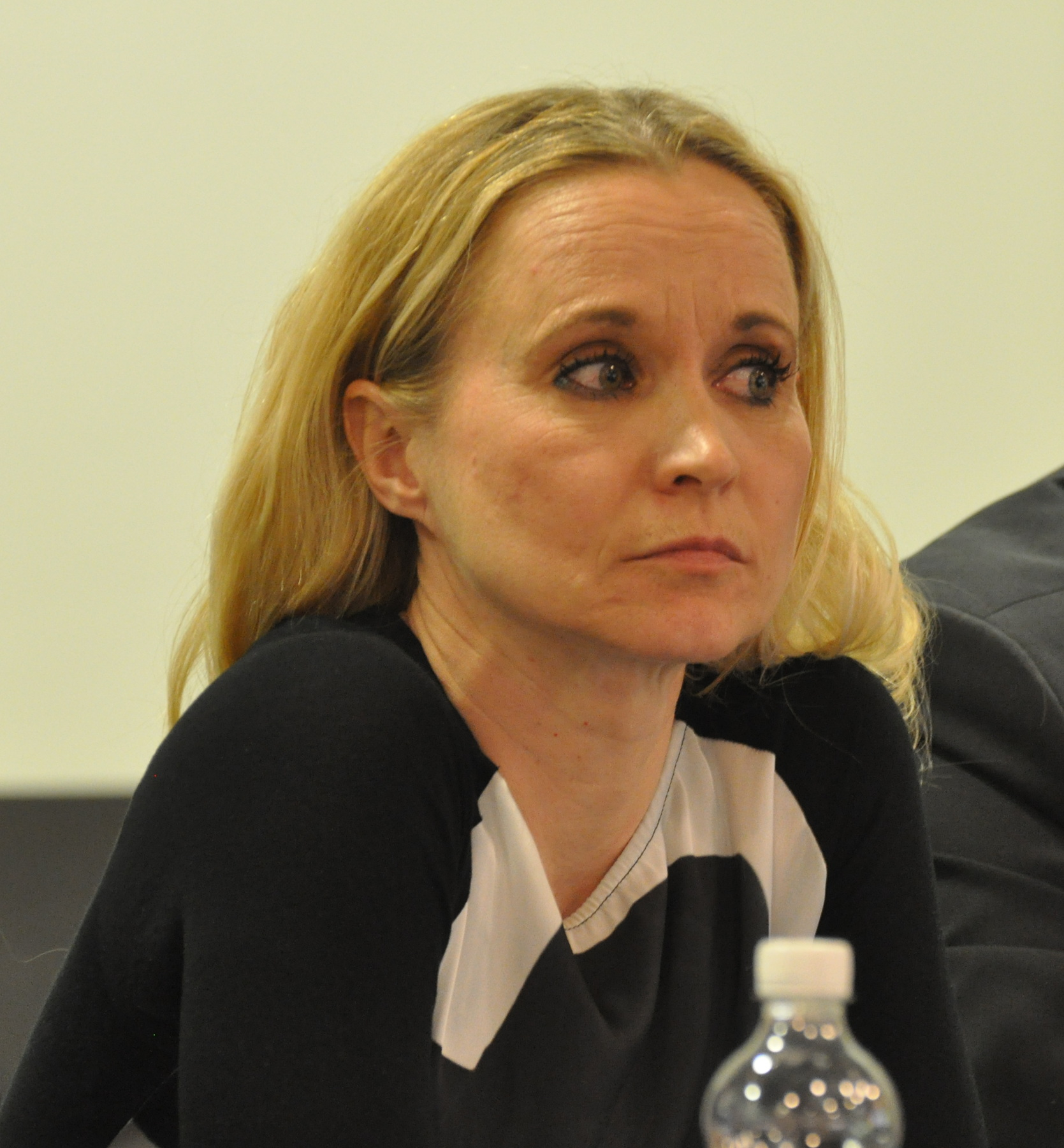
Reeta Kolkkala

Reeta Kolkkala, född den 21 januari 1969, är en finländsk orienterare som blev världsmästare i stafett 1995 och 2001.